# Kiringan (Tulung)
Kiringan is een bestuurslaag in het regentschap Klaten van de provincie Midden-Java, Indonesië. Kiringan telt 1779 inwoners (volkstelling 2010).